# O Baluarte de Santa Maria
O Baluarte de Santa Maria é um periódico mensário açoriano, publicado na ilha de Santa Maria.

## História

### Antecedentes: a Imprensa em Santa Maria

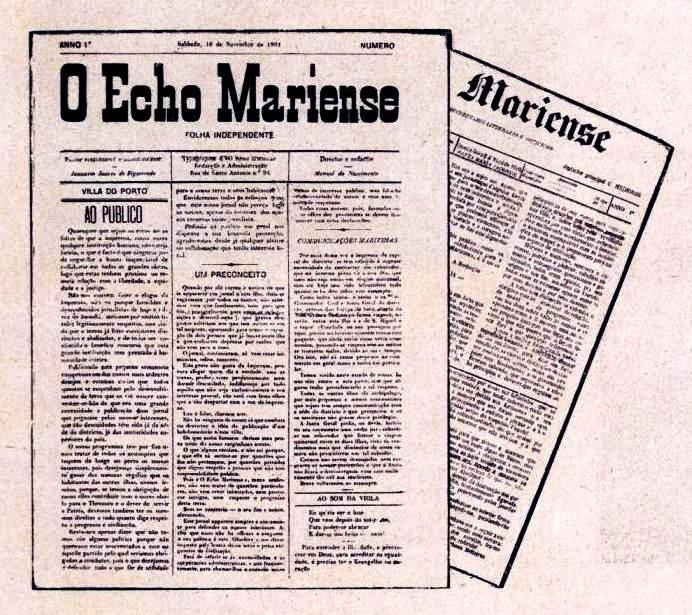
Fac-simile de "O Echo Mariense" e de "O Mariense", primeiros periódicos da ilha de Santa Maria (Álbum Açoriano. 1903).

O primeiro periódico na ilha de Santa Maria foi o O Mariense, um quinzenário literário e noticioso que veio a público em 9 de abril de 1885, uma quinta-feira. Era seu proprietário e editor Jacinto Monteiro de Bettencourt, e seu principal redator Urbano de Medeiros. Apresentava formato pequeno, com quatro páginas a 3 colunas, e era impresso na Typographia Oriental, na rua da Conceição, em Vila do Porto. Teve efêmera duração, tendo a publicação sido suspensa em seu número 7, em consequência de sentença judicial por abuso da liberdade de imprensa, e pela recusa de seu editor em publicar a sentença. CANTO (1890) informa que do número 8 chegaram a imprimir-se as primeira e quarta páginas, "de que se tiraram mui poucos exemplares, por ser proibida a publicação pela autoridade".
Este pioneiro foi sucedido, a 3 de outubro do mesmo ano (um sábado), pelo Correio Mariense, semanário literário e noticioso, tendo como redator e editor João Clímaco dos Reis. Apresentava formato pequeno a 3 colunas, sendo impresso na Typographia Mariense, em Vila do Porto.
Posteriormente, foram publicados:
- O Eco Mariens - a (16 de novembro de 1901), folha semanal e independente, que posteriormente se tornou Regeneradora, sendo seu editor e administrador Januário Soares de Figueiredo, e diretor e redator, Manuel do Nascimento. Teve curta existência, tendo circulado até 1903.[4]
- Quinze de Agosto - a 5 de outubro de 1907, semanário, sendo seus diretores António Pereira Resendes e Henrique Paz Jr..
- O Democrata - a 5 de janeiro de 1911, quinzenário, dirigido pelo seu fundador e proprietário, Jacinto Gago da Câmara.
- O Coisa - 18 de fevereiro de 1912, em número único, folha humorística dedicada ao carnaval daquele ano, dirigida por João de Mattos Bettencourt Jr.
- O Liberal - a 8 de novembro de 1913, semanário republicano independente, sob a direção de Henrique Augusto Rodrigues Paz.
- O Baluarte - em 1928; e,
- o suplemento Santa Maria no periódico micaelense "O Correio dos Açores" - a 26 de junho de 1966, mensário, fundado pelo poeta micaelense José Maria Lopes de Araújo. Circulou até 1972. Posteriormente, em 1976 veio a público um segunda série, por iniciativa do jornalista Laurindo Cabral que circulou durante alguns meses.[5]

Outras publicações periódicas na ilha foram:
- alguns boletins, editados em 1958, pela Câmara Municipal de Vila do Porto, sob a gestão de José António Velho Arruda.
- o boletim paroquial Pico Alto, em 1967, mensário que, sob a direção dos padres Arsénio Chaves Puim, António Chaves Pereira e José Luís da Mota, então párocos de São Pedro, Santa Bárbara e Almagreira, por dois anos atendeu essas paróquias. Embora de pequenas dimensões, destacava-se por já se encontrar aberto às diretrizes do Concílio Vaticano II.
- o jornal paroquial Renovar, a partir de 3 de fevereiro de 1973, sob a direção do Vigário Episcopal de Santa Maria, padre José Constância, com a colaboração do pároco de Vila do Porto, padre Dr. Jacinto Monteiro, para atender ao público da área Aeroporto-Vila do Porto.

### O Baluarte
O Baluarte foi um quinzenário fundado, editado e dirigido pelo professor micaelense José de Medeiros Moniz quando no exercício do Magistério na ilha de Santa Maria, no ano letivo de 1927-1928. O seu primeiro número veio a público em janeiro de 1928. Propunha-se, conforme nota introdutória, intitulada "O vosso jornal", assinada por seu primeiro diretor:
"(…) íngreme e escabroso o caminho a trilhar, todavia este jornal não recuará um só momento na luta que tem que travar em defesa dos interesses marienses."
e complementava:
"(…) não será 'O Baluarte' um panfleto onde se tenham de mover campanhas pessoais, sustentar discussões fúteis ou registar genealogias burlescas, mas sim um humilde intérprete do povo, um acérrimo defensor da verdade e da justiça, e ainda um intransigente pretor de todos os abusos."
Após alguns meses foi obrigado a suspender a sua publicação, fazendo com que surgisse, a 30 de abril do mesmo ano, o A Lucta, quinzenário, cujo proprietário diretor e editor foi Libuíno de Sousa Cabral e que, a seu turno, também teve efêmera duração.
O desaparecimento de "A Lucta" deu lugar à continuação de "O Baluarte" que, com excelentes colaboradores à época, deixou então a sua marca na imprensa açoriana.
A 10 de outubro de 1929 o professor Moniz foi transferido para Ponta Delgada, sendo substituído na direção de O Baluarte por António Morais Cordeiro e, mais tarde ainda, por José do Carmo Pacheco.
No contexto da instauração do Estado Novo em Portugal, o periódico teve de encerrar em 1932 por razões de ordem política.

### O Baluarte de Santa Maria
No início de 1977, Arsénio Chaves Puim lançou a ideia da criação de um periódico em Santa Maria, que se materializou nesse mesmo ano, a 1 de maio, quando veio a público o primeiro número da IIª Série de O Baluarte.
Embora a equipa do novo periódico tivesse sido constituída inicialmente por quatro pessoas, a sociedade jornalística acabou ficando constituída por apenas três sócios, Arsénio Chaves Puim, José Dinis Resendes e João de Sousa Braga.
O projeto resgatava, desse modo, entre os antigos jornais da ilha, a memória do que melhor representava os ideais de democracia e liberdade pretendidos pelos seus fundadores, como expresso no editorial que refletia os Estatutos do periódico:
"Hoje, como ontem, 'O Baluarte' estará ao serviço dos interesses e da promoção da ilha de Santa Maria, dentro de uma perspectiva de progresso e equilíbrio do conjunto regional e nacional."
"Independente de ideologias e objetivos de quaisquer grupos ou facções, de dentro ou de fora da ilha, 'O Baluarte' permanecerá um jornal livre, apenas comprometido com a primazia da verdade, o respeito por todos os homens e a defesa do bem comum."
Quando oficializado o registo do periódico, a partir do nº 43 da IIª série (1 de novembro de 1980) o seu nome passou para O Baluarte de Santa Maria, uma vez que já havia outro, no país, com o nome de "O Baluarte".
Na edição de 22 de Setembro de 2016, a direcção anunciou uma "pausa" por tempo indeterminado na edição do jornal no seguimento do fecho da empresa "João Braga, Sociedade Unipessoal, Lda", tendo sido esta, até agora, a última tiragem.
Actualmente, a imprensa em Santa Maria é feita apenas através do site online.

## Características
- Periodicidade: mensal
- Dia de publicação: 1ª semana do mês
- Tiragem média: 1.500 exemplares
- Vendas médias por número: 1.450
- Número de assinantes: 1.440
- Zona de vendas: Ilha de Santa Maria, Ilhas, Continente, Estados Unidos, Canadá
- Preço de venda ao público:
- Nº médio de páginas por edição: 12
- Dimensão da mancha: 39 x 27 cm
- Papel: de jornal
- Gramagem do papel: 50 gr
- Medida do papel: 61 x 86 cm
- Utiliza papel: em folha
- Fornecedor do papel: Imprimaçor - Ponta Delgada
- Impressão: Imprimaçor - Ponta Delgada